# SN 2000E
SN 2000E – supernowa typu Ia odkryta 2 lutego 2000 roku w galaktyce NGC 6951. Jej maksymalna jasność wynosiła 14,30m.